# Дангара (Узбекистан)
Дангара (узб. Dangʻara / Данғара) — городской посёлок в Ферганской области Узбекистана, административный центр Дангаринского района.

## История
Статус посёлка городского типа — с 1979 года. Посёлок расположен в 8 км от железнодорожной станции Коканд (узел линий на Ахунбабаева, Канибадам и Наманган).

## Население
| 1989 |
| ---- |
| 7983 |